# Direito de morrer
O direito de morrer é um conceito baseado na opinião de que um ser humano tem o direito de terminar sua própria vida ou de sofrer uma eutanásia voluntária. A posse deste direito é muitas vezes entendida como significando que uma pessoa com uma doença terminal, ou sem a vontade de continuar a viver, deve ser autorizada a terminar a sua própria vida ou a utilizar o suicídio assistido ou a recusar um tratamento prolongador da vida. A questão de quem, ou se alguém, deve ter poder para tomar essa decisão, é muitas vezes central no debate.
Alguns estudiosos e filósofos, como David Benatar, consideram os humanos excessivamente otimistas em sua visão da qualidade de suas vidas e em sua visão do equilíbrio entre os aspectos positivos e negativos da vida. Isso pode ser considerado em termos de antinatalismo e a falta de agência em relação ao próprio nascimento e quem deve ter autoridade sobre a escolha de viver ou morrer.
Os defensores tipicamente  associam o direito de morrer com a ideia de que o corpo e a vida de alguém são próprios, para se dispor como se julgar adequado. No entanto, um interesse legítimo do Estado na prevenção de suicídios irracionais é algumas vezes discutido. Pilpel e Amsel escrevem:
Os defensores contemporâneos do "suicídio racional" ou do "direito de morrer" geralmente exigem pela "racionalidade" que a decisão de se matar deve ser tanto a escolha autônoma do agente (isto é, não deve ser devido ao médico ou à família pressioná-los a "fazer" a coisa certa "e cometer suicídio") e a "melhor opção sob as circunstâncias" escolha desejada pelos estóicos ou utilitaristas, bem como outras condições naturais, como a escolha ser estável, não uma decisão impulsiva, não devido a doença mental, alcançado após a devida deliberação, etc.
O hinduísmo aceita o direito de morrer para aqueles que são atormentados por doenças terminais ou aqueles que não têm desejo, ambição ou nenhuma responsabilidade remanescente; e permite a morte através da prática não violenta do jejum ao ponto da inanição (Prayopavesa). O jainismo tem uma prática semelhante chamada Santhara. Outras visões religiosas sobre o suicídio variam em sua tolerância, e incluem a negação do direito bem como a condenação do ato. Na fé católica, o suicídio é considerado um grave pecado.

## Ética
Há uma questão na ética sobre se o direito de morrer pode ou não coexistir com o direito à vida. Se, argumenta-se, o direito à vida é inalienável, ele não pode ser renunciado e, portanto, pode ser incompatível com o direito de morrer. Um segundo debate existe dentro da bioética sobre se o direito de morrer é universal, só se aplica sob certas circunstâncias (como doença terminal), ou se existe. Afirma-se também que "o direito de viver" não é sinônimo de "obrigação de viver". Desse ponto de vista, o direito de viver pode coexistir com o direito de morrer.
Um tribunal no estado americano de Montana, por exemplo, descobriu que o direito de morrer se aplica àqueles com condições médicas que ameaçam a vida. O defensor do suicídio, Ludwig Minelli, o especialista em eutanásia Sean W. Asher e o professor de bioética Jacob M. Appel, em contrapartida, argumentam que todas as pessoas competentes têm o direito de encerrar suas próprias vidas. Appel sugeriu que o direito de morrer é um teste para a liberdade global de uma dada sociedade.
A Lei de Autodeterminação do Paciente de 1991, aprovada pelo Congresso dos EUA a pedido do braço financeiro do Medicare, permite que pacientes idosos do Medicare/Medicaid (e por implicação, todos os pacientes "terminais") preparem uma diretriz antecipada na qual elegem ou escolhem recusar tratamentos para prolongar a vida e/ou tratamentos que salvam vidas como forma de encurtar suas vidas para encurtar seu sofrimento até a morte certa. O tratamento recusado em uma diretriz antecipada sob a lei dos EUA, por causa do PSDA de 1991, não precisa ser provado como "medicamente fútil" sob algum procedimento em atuação desenvolvido sob leis estaduais, como a TADA no Texas. [carece de fontes?]

## Por país
Em junho de 2016, algumas formas de eutanásia voluntária são legais no Canadá, Colômbia, Bélgica, Luxemburgo, Holanda, e Suíça.

### Canadá
A partir de agosto de 2011, um juiz da Suprema Corte da Colúmbia Britânica foi solicitado a acelerar uma ação judicial para o direito de morrer, de modo que Gloria Taylor pudesse ter um médico para ajudá-la a cometer suicídio. Ela sofria da doença de Lou Gehrig. Ela morreu de uma infecção em 2012.
Um processo de liberdades civis da Colúmbia Britânica está representando seis demandantes e desafia as leis que tornam crime o fato de ajudar pessoas gravemente enfermas e incuráveis a morrer com dignidade. [carece de fontes?]
Em 6 de fevereiro de 2015, a Suprema Corte do Canadá decidiu que a negação do direito ao suicídio assistido é inconstitucional. A decisão do tribunal limita os suicídios assistidos por médicos a “um adulto competente que claramente consente com o fim da vida e tenha uma condição médica grave e irremediável, incluindo uma doença, doença ou incapacidade, que cause sofrimento duradouro que seja intolerável para o indivíduo. as circunstâncias de sua condição ”. A decisão foi suspensa por 12 meses para permitir que o parlamento canadense redigisse uma nova lei constitucional para substituir a existente.
A decisão do tribunal inclui uma exigência de que deve haver limites rigorosos que são “escrupulosamente monitorados”. Isso exigirá que o atestado de óbito seja preenchido por um examinador médico independente, não pelo médico responsável, para garantir a exatidão da notificação da causa da morte.
A Associação Médica Canadense (AMC) informou que nem todos os médicos estavam dispostos a ajudar um paciente a morrer. No entanto, a crença no final de 2015 era de que nenhum médico seria forçado a fazê-lo, mas a AMC estava oferecendo sessões educacionais aos membros sobre o processo que seria usado.
Em 17 de junho de 2016, a legislação aprovou as duas casas do Parlamento do Canadá e recebeu o Consentimento Real para permitir a eutanásia no Canadá.

### Colômbia
Em 20 de maio de 1997, o Tribunal Constitucional da Colômbia descriminalizou o homicídio de piedade para pacientes terminais, afirmando que "o autor médico não pode ser responsabilizado pelo suicídio assistido de um paciente terminal" e pediu que o Congresso regulasse a eutanásia "no menor tempo". possível ".
Em 15 de dezembro de 2014, o Tribunal Constitucional deu ao Ministério da Saúde e Proteção Social 30 dias para publicar diretrizes para o setor de saúde a fim de garantir pacientes doentes com o desejo de sofrer a eutanásia, seu direito a uma morte digna.

### Países baixos
A Holanda legalizou a eutanásia voluntária em 2001 e é um dos poucos países do mundo a ter feito isso. Sob a lei holandesa atual, a eutanásia pelos médicos é apenas legal em casos de sofrimento "sem esperança e insuportável". Na prática, isso significa que é limitado àqueles que sofrem de condições médicas graves (incluindo doença mental) e em sofrimento considerável, como dor, hipóxia ou exaustão. Ajudar alguém a cometer suicídio sem atender às qualificações da atual lei holandesa de eutanásia é ilegal. Esses critérios dizem respeito à solicitação do paciente, ao sofrimento do paciente (insuportável e sem esperança), às informações fornecidas ao paciente, à ausência de alternativas razoáveis, à consulta a outro médico e ao método aplicado de acabar com a vida.
Em fevereiro de 2010, uma iniciativa de cidadãos chamada Uit Vrije Wil (Fora da Liberdade de Vontade) exigiu que todos os holandeses com mais de 70 anos, que se sentiam cansados da vida, tivessem o direito de ajuda profissional para acabar com ela. A organização, iniciada por Milly van Stiphout e Yvonne van Baarle, começou a coletar assinaturas em apoio a essa proposta de mudança na legislação holandesa. Um número de cidadãos holandeses proeminentes apoiaram a iniciativa, incluindo ex-ministros e artistas, juristas e médicos. Entre eles estavam os ex-políticos Frits Bolkestein, Hedy d'Ancona e Jan Terlouw, assim como a personalidade de televisão Mies Bouwman. Esta iniciativa nunca foi legalizada.

### Nova Zelândia
A eutanásia é ilegal na Nova Zelândia. Em 2015, Lecretia Seales, advogada e portadora de câncer, trouxe um caso (Seales contra Attorney-General) ao Supremo Tribunal para contestar a lei neozelandesa pelo seu direito de morrer com a assistência de seu médico, pedindo uma declaração de que seu GP não arriscaria convicção.

### Estados Unidos
O termo direito de morrer foi interpretado de várias maneiras, incluindo questões de suicídio, eutanásia passiva, eutanásia ativa, suicídio assistido e suicídio assistido por médico. Como a saúde dos cidadãos é considerada uma força policial deixada para os estados individuais regularem, foi apenas em 1997 que a Suprema Corte dos EUA decidiu sobre a questão do suicídio assistido e o direito à morte. Naquele ano, a Suprema Corte ouviu dois recursos argumentando que os estatutos de Nova York e Washington que tornavam o suicídio assistido por médico um crime violavam a cláusula de proteção igual da Décima Quarta Emenda. Numa votação unânime, o Tribunal considerou que não havia direito constitucional ao suicídio assistido por médicos e confirmou a proibição do estado de suicídio assistido. Embora em Nova York tenha mantido estatutos proibindo o suicídio assistido por médicos, a decisão do Tribunal também deixou aberto para outros estados decidirem se permitiriam suicídio assistido por médico ou não.
Desde 1994, cinco estados dos EUA aprovaram leis de suicídio assistido: Oregon, Washington, Vermont, Califórnia e Colorado aprovaram legislação em 1994, 2008, 2013, 2015 e 2016, respectivamente, que fornece um protocolo para a prática do médico assistido suicídio. A lei nesses cinco estados permite que pacientes adultos doentes terminais busquem medicação letal de seus médicos. Em 2009, o Supremo Tribunal de Montana determinou que nada na lei estadual proíbe o suicídio assistido por médico e fornece proteção legal aos médicos no caso de eles prescreverem uma medicação letal mediante solicitação do paciente. Na Califórnia, o governador assinou uma lei controversa sobre suicídio assistido por médico, a Lei de Fim da Vida da Califórnia, em outubro de 2015, aprovada durante uma sessão legislativa especial destinada a abordar o financiamento da Medi-Cal. depois de ter sido derrotada durante a sessão legislativa regular. Como a lei foi aprovada durante uma sessão especial, ela não entrou em vigor até junho de 2016.
No início de 2014, uma juíza do Novo Distrito do Novo México, Nan Nash, determinou que pacientes terminais têm o direito de ajudar a morrer sob a constituição estadual, ou seja, tornar legal a um médico prescrever uma dose letal de medicamento a um paciente terminal. A decisão final será tomada com o resultado do apelo do Procurador Geral do Novo México à decisão.

### Índia
Desde 2018, a Suprema Corte da Índia legalizou a eutanásia passiva na Índia durante um caso envolvendo Aruna Shanbaug sob condições estritas, ou seja, que o consentimento do paciente (ou parentes) é necessário, e que ele/ela deve estar em estado terminal ou vegetativo. 
| Iniciativas - Advance Directives Act\|Advance Directives Act (Texas) - Initiative 1000\|Initiative 1000 (Washington) - Oregon Death with Dignity Act Grupos - Compassion & Choices of Oregon - Dignitas (euthanasia group)\|Dignitas - Exit International - World Federation of Right to Die Societies Filmes - How to Die in Oregon documentary film - Right to Die? documentary film Livros - Final Exit | Indivíduos - Elizabeth Bouvia - Eluana Englaro - Edward Brongersma - Betty and George Coumbias - David Goodall (botanist)\|David Goodall - Tirhas Habtegiris - Derek Humphry - Richard Huxtable - Jack Kevorkian - Brittany Maynard - Philip Nitschke - Haleigh Poutre - Diane Pretty - Karen Ann Quinlan case\|Karen Ann Quinlan - Sue Rodriguez - Terri Schiavo case\|Terri Schiavo - Ramón Sampedro Outros relacionados - Suicídio assistido - Bioética / Ética médica - Eutanásia - Alimentação forçada - Direito à vida |

## Leitura complementar
- «The body as unwarranted life support: A new perspective on euthanasia». Journal of Medical Ethics. 33. PMC 2598200. PMID 17761819. doi:10.1136/jme.2006.020073
- «A suicide right for the mentally ill? A Swiss case opens a new debate». Hastings Center Report. 37. PMID 17649899. doi:10.1353/hcr.2007.0035
- «"Uit Vrije Wil — Burgerinitiatief voltooid leven"» (em neerlandês)